# Begraafplaats van Écurie
De Begraafplaats van Écurie is een gemeentelijke begraafplaats in de Franse gemeente Écurie (Pas-de-Calais). Ze ligt 100 m ten zuidoosten van het gemeentehuis langs de Rue de Roclincourt. 

## Oorlogsgraven
Op de begraafplaats liggen 7 graven van Britse gesneuvelden uit de Tweede Wereldoorlog. De graven zijn verdeeld in 2 perken en worden onderhouden door de Commonwealth War Graves Commission. Ze zijn daar geregistreerd als Ecurie Communal Cemetery.